# Audio 136
Audio 136 – album polskiej grupy muzycznej Moonlight. Wydawnictwo ukazało się 24 maja 2004 roku nakładem wytwórni muzycznej Metal Mind Productions w dwóch wersjach jedno płytowej oraz z dodatkową płytą zawierającą teledyski i dodatkowe utwory. Był to również ostatni album zrealizowany z udziałem klawiszowca Andrzeja Markowskiego. Płyta dotarła do 40. miejsca listy OLiS w Polsce.

## Lista utworów
Opracowano na podstawie materiału źródłowego.
| 1. "Rosemary's Baby" (muz. Krzysztof Komeda) - 03:19 2. "Air" (muz. Moonlight, sł. Konarska) - 05:33 3. "Don't Look Back" (muz. Moonlight, sł. Konarska) - 04:39 4. "Words" (muz. Moonlight, sł. Konarska) - 05:02 5. "Kontakt" (muz. Moonlight, sł. Konarska) - 05:19 6. "Niedokończony Sen" (muz. Moonlight, sł. Konarska) - 07:45 7. "New Life" (muz. Moonlight, sł. Konarska) - 04:11 8. "Protect Me" (muz. Moonlight, sł. Konarska) - 03:18 9. "13" (muz. Moonlight, sł. Konarska) - 06:42 10. "Rosemary's Baby (Reprise)" (muz. Krzysztof Komeda) - 04:07 | Bonus CD 2 1. "Tlen" (muz. Moonlight, sł. Konarska) - 05:35 2. "Tindułin" (muz. Moonlight, sł. Konarska) - 04:23 3. "Słowa" (muz. Moonlight, sł. Konarska) - 05:01 4. "Ochraniaj Mnie" (muz. Moonlight, sł. Konarska) - 03:20 5. "13" (polska wersja) (muz. Moonlight, sł. Konarska) - 06:43 6. "Asuu" (teledysk) (muz. Moonlight, sł. Konarska) - 07:22 7. "Dialog Ciała" (teledysk) (muz. Moonlight, sł. Konarska) - 5:58 8. "Tindułin" (teledysk) (muz. Moonlight, sł. Konarska) - 03:40 |

## Twórcy
Opracowano na podstawie materiału źródłowego.
- Maja Konarska - śpiew
- Andrzej Kutys - gitara
- Andrzej "Gienia" Markowski  - instrumenty klawiszowe
- Michał Podciechowski - gitara basowa
- Maciej Kazimierski - perkusja
- Marcin Bors - instrumenty klawiszowe, gitara